# Абле (марка аутомобила)
Абле (фр. Able) је била француска компанија за производњу аутомобила.

## Историја компаније
Компанија коју је основао Пол Тулуз у Оргону почела је 1920. године са производњом аутомобила. Друга грана фабрике налазила се у Авињону. Компанија завршава са производњом 1925. године.

## Аутомобили
Једини модел који је био произведен је мали аутомобил са различитим четвороцилиндричним моторима. Добављачи мотора су били Шапи-Дорније, CIME и S.C.A.P.. Прецизно, OHV мотор Шапи-Дорније запремине 1095 cm³ и OHV мотор CIME запремине 1496 cm³.